# Leonhard Schultze-Jena
Leonhard Schultze-Jena (ur. 28 maja 1872 w Jenie, zm. 28 marca 1955 w Marburgu) – niemiecki zoolog, geograf i językoznawca.
Położył zasługi w badaniach języków mezoamerykańskich i języków Melanezji.
Prowadził badania oceanograficzne w południowych Włoszech i na Sycylii oraz badania terenowe z zakresu rybołówstwa morskiego i antropologii fizycznej w Południowej Afryce.
W 1908 roku objął stanowisko profesora na uniwersytecie w Jenie.